# Libellula vibrans
Libellula vibrans là một loài chuồn chuồn ngô trong họ Libellulidae.
Tổng chiều dài thân 50 đến 63 mm, là một trong những loài chuồn chuồnLibellulidae lớn nhất. Con chưa trưởng thành có màu nâu còn con trưởng thành có màu lục. Chúng được tìm thấy ở gần ao hồ, suối chảy chậm ở đông Hoa Kỳ và hiếm ở nam Ontario.

## Hình ảnh

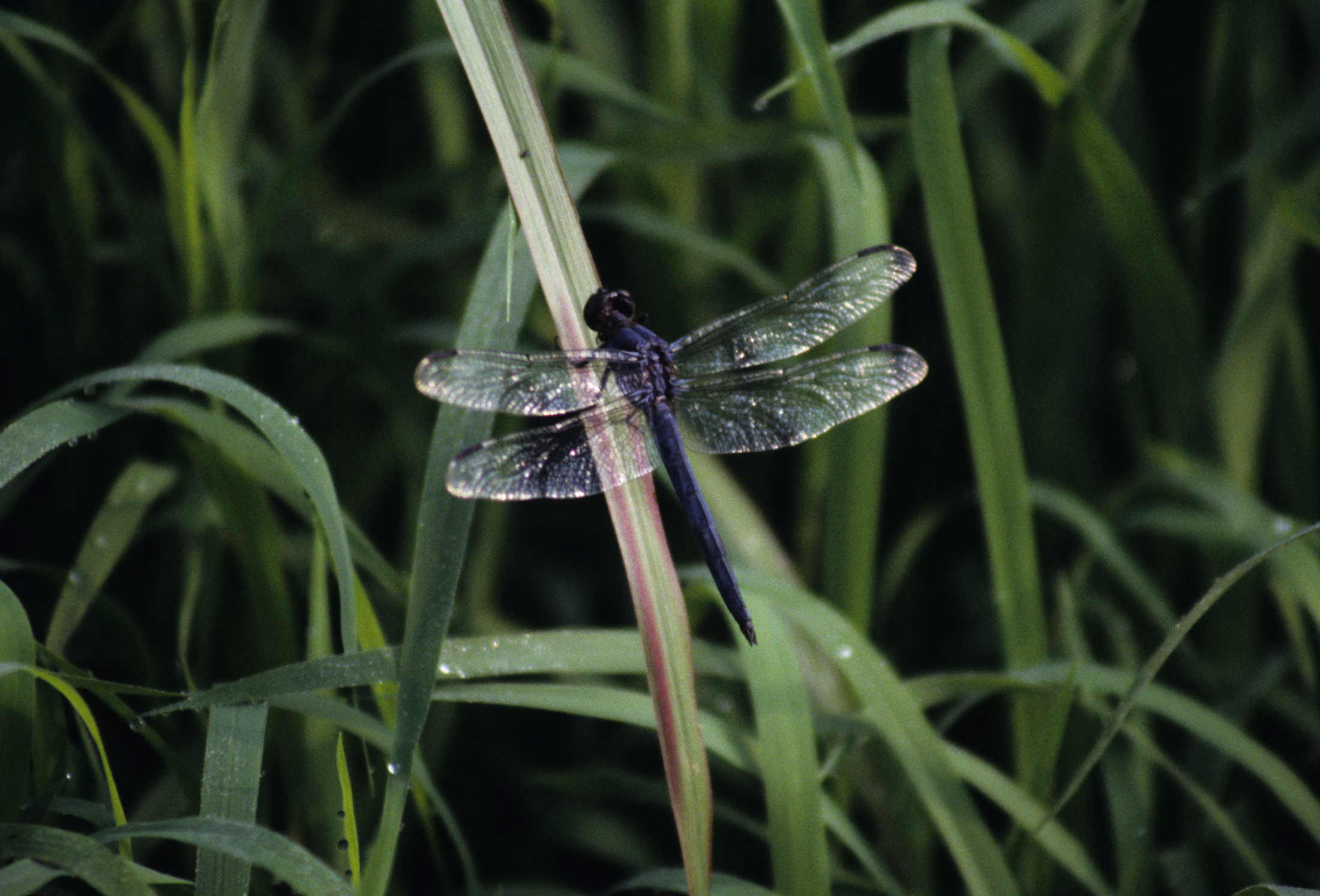
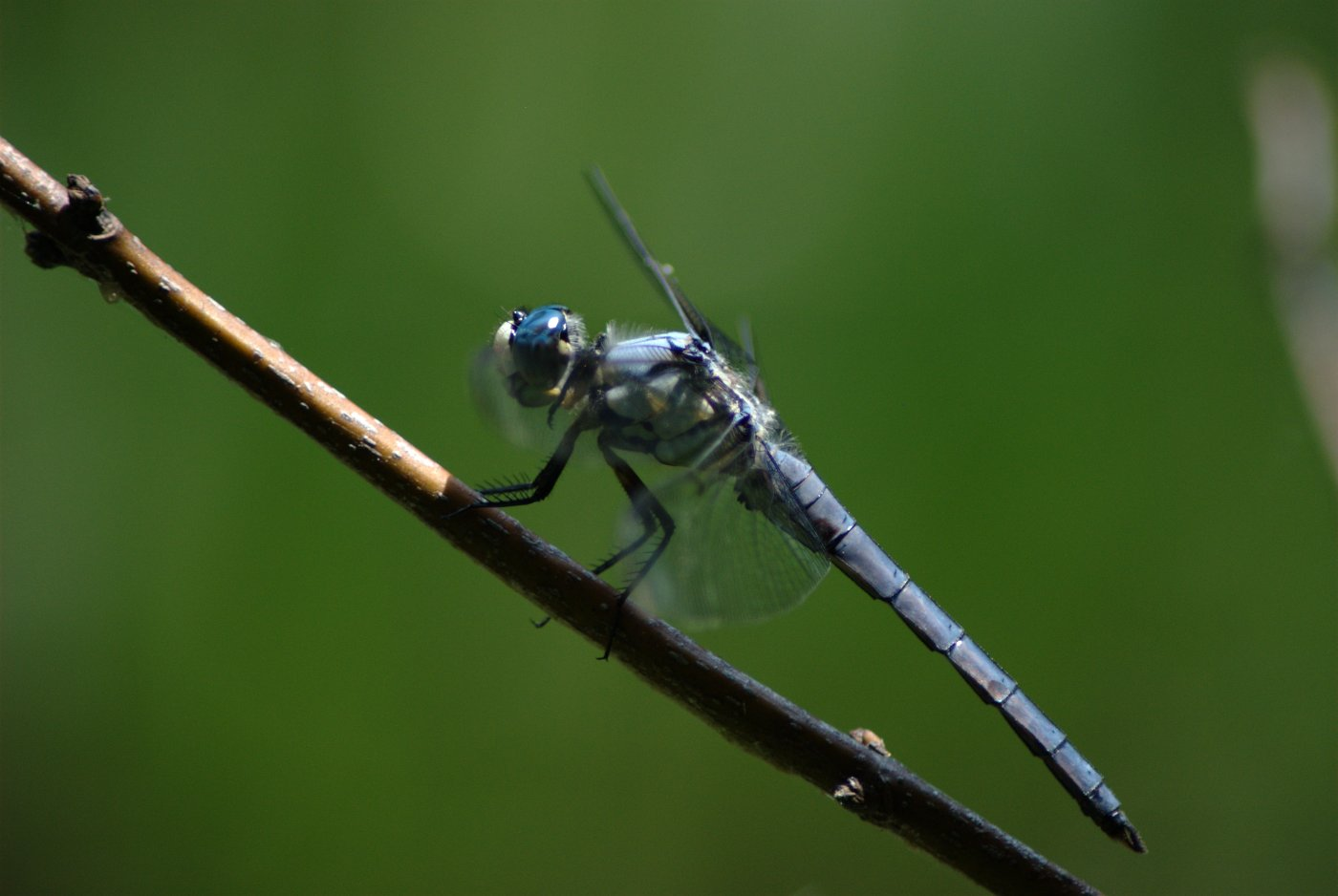